# وحيدة برجين
وحيدة برجين (بالتركية: Vahide Perçin)‏ هي ممثلة تلفزيون ومسرح وسينما تركية مشهورة في بلادها، تعتبر وحيدة ابنة إحدى العائلات التي هاجرت من اليونان إلى تركيا، ودرست في جامعة 9 أيلول، وشاركت في مسرح الفنون حيث حصلت الجامعة على المركز الأول.
انتقلت وحيدة مع زوجها ألتان إلى مدينة أنقرة التي فتحت أمامها أبواباً واسعة في التمثيل، وكانت نقطة الانطلاق الحقيقية لها في مسلسل قلوب منسية عام 2003 والتي أدت فيه دور السيدة (سوزان كوزان) مما كانت بداية شهرتها الواسعة.
و حصلت على العديد من الجوائز، منها جائزة «مجلس الفنون» كأفضل فنانة عام 1996 ، وجائزة من مهرجان "Altin Koza" كأفضل ممثلة عن فيلم "Ilk Aşk" عام 2007 ، بالإضافة لجائزة من جمعية «الصحفيين الذهبي» كأفضل ممثلة على المسرح، كما حصلت على جائزة من «الإذاعة والتلفزيون» كأفضل ممثلة في سنة 2008 عن مسلسل «أمي».
قدمت العديد من الأعمال المسرحية منها Rol aldığı tiyatro oyunları، Ayrılık، Cadı Kazanı، Köse Dağın Köprüsü، Barış، Kızılırmak Karakoyun، وغيرها من الأعمال المميزة.
كما أدت العديد من الأدوار التلفزيونية منها Bir İstanbul Masalı، Hırsız Polis، وبعض الأفلام السينمائية مثل Kilit، Devrim Arabaları، İlk Aşk، Anlat İstanbul.

## المصدر
موقع قناة mbc4

## روابط خارجية
- وحيدة برجين على موقع IMDb (الإنجليزية)
- وحيدة برجين على موقع روتن توميتوز (الإنجليزية)
- وحيدة برجين على موقع ألو سيني (الفرنسية)
- وحيدة برجين على موقع أول موفي (الإنجليزية)
- وحيدة برجين على موقع قاعدة بيانات الفيلم (الإنجليزية)
- وحيدة برجين على موقع كينوبويسك (الروسية)